# TINA (slogan)
TINA,  acrónimo do inglês para There Is No Alternative  (em português, 'Não há alternativa'),  também referido como argumento TINA ou princípio TINA,  é um slogan político  cuja criação é normalmente atribuída a   Margaret Thatcher, quando esta era primeira-minstra do Reino Unido.    Significa que não há alternativa às leis do mercado, ao capitalismo,  ao neoliberalismo e à globalização, os quais, afinal, seriam não só necessários mas benéficos. Da mesma forma, não existiria alternativa ao próprio  thatcherismo; logo,  não haveria por que consultar os cidadãos.
Efetivamente, Thatcher pouco  utilizou essa expressão em suas manifestações oficiais. No entanto,  a frase - especialmente na forma de acrônimo -  permaneceu, principalmente em conexão com a crítica da globalização e da  privatização.
Essa fórmula caracteriza, segundo os altermundialistas, a atual ordem mundial. O sociólogo suíço Jean Ziegler, por exemplo, em seu livro Os Novos Senhores do Mundo e os seus opositores (no original, Les nouveaux maîtres du monde, 2002), descreve esse slogan como o do terceiro poder  totalitário depois do  bolchevismo  e do  nazismo : "Não existe alternativa ao sistema emergente do  mercantilismo que foi instalado por  empresas apoiadas no Estado e é  enunciado com a ajuda de diferentes mantras, tais como a globalização e o livre-mercado". Para  Noam Chomsky todavia, "bater-se contra o TINA, é afrontar um empreendimento intelectual que não se pode comparar  aos campos de concentração nem ao gulag ",  porque existe, segundo ele, uma  "oposição  contra a globalização econômica em escala mundial"
Atualmente, o acrônimo TINA identifica a linha de pensamento que considera o neoliberalismo como a única ideologia que permanece válida.